# Lateralus (песня)
«Lateralus» — песня американской группы прогрессивного метала Tool. Заглавный трек третьего студийного альбома группы, третий сингл с этого альбома.

## Идея и предыстория
Песня известна благодаря необычному тактовому размеру. В рефрене он изменяет с 9/8 через 8/8 до 7/8; барабанщик Дэнни Кэри по этому поводу сказал:

Сначала этот трек назывался «9-8-7». По тактовому размеру. Потом оказалось, что 987 это семнадцатое число из ряда Фибоначчи. Получилось прикольно.
Оригинальный текст (англ.)It was originally titled 9-8-7. For the time signatures. Then it turned out that 987 was the 17th step of the Fibonacci sequence. So that was cool.

В песне говорится о широте взглядов, о способности заглянуть за грань (движение по спирали), в противовес предрассудкам и ограниченности мышления (движение по замкнутому кругу). Есть также теория, что цвета, упоминаемые в песне, имеют отношение к галлюцинациям под воздействием ЛСД. Алекс Грей (художник, тяготеющий к спиритуализму и оформивший альбом Lateralus) утверждал, что когда он закрыл глаза во время трипа после принятия ЛСД, то увидел чёрно-белую спираль, а ещё после нескольких попыток, спираль стала красно-жёлтой.

## Интерпретация
В интервью 2001 года Мэйнард Кинан прокомментировал строки о белом, чёрном, красном и жёлтом:

Я использовал архетипы из историй северо-американских аборигенов и тему цвета, которая передается в их устном творчестве от поколения к поколению. Чёрный, белый, красный и жёлтый — эти цвета играют огромную роль в легендах коренных народов о сотворении мира.
Оригинальный текст (англ.)I use the archetype stories of North American aboriginals and the themes or colours which appear over and over again in the oral stories handed down through generations. Black, white, red, and yellow play very heavily in aboriginal stories of creation.

Строка «As below so above and beyond, I imagine» представляет собой цитату из «Семи афоризмов» религиозного культа Суммум: As above, so below; as below, so above, а также напрямую отсылает к философии герметизма и надписи на Изумрудной скрижали.

## Математическая суть
Число тактов между паузами, соответствующее числу слогов, произносимых Мэйнардом Джеймсом Кинаном, изменяется согласно ряду Фибоначчи, по восходящей и нисходящей:
(1) Black,
(1) then,
(2) white are,
(3) all I see,
(5) in my infancy,
(8) red and yellow then came to be,
(5) reaching out to me,
(3) lets me see.
(2) There is,
(1) so,
(1) much,
(2) more and
(3) beckons me,
(5) to look through to these,
(8) infinite possibilities.
(13) As below so above and beyond I imagine,
(8) drawn outside the lines of reason.
(5) Push the envelope.
(3) Watch it bend.
Последовательность Фибоначчи связана со спиралями, которые также несколько раз упоминаются в тексте песни.
Кроме того, свою вокальную партию в Lateralus’e Мэйнард начинает в конце 1:37 (97 секунд). Если 1,618 минут (число, лежащее в основе «золотого сечения», которое тоже имеет непосредственное отношение к тому же ряду чисел) преобразовать в секунды и округлить до целых, то получим 97 секунд.